# 诺曷钵
诺曷钵（624年—688年），又称贺豆钵、诺贺钵、诺遏钵、诺遏拔，汉名志烈，吐谷渾第二十二任也是末代統治者，慕容融的兒子，封燕王。具有四分之一汉族血统，为唐朝所扶持的傀儡政权可汗，死后葬于凉州神鸟县界。

## 生平

### 父亲被杀
634年—635年，唐击吐谷浑之战，慕容顺投降唐朝，唐太宗以慕容顺为西平郡王、趉故吕乌甘豆可汗。国人不附，这位被唐朝所扶持的甘豆可汗竟被部下所杀。唐朝再立其子诺曷钵继位，因其年幼，吐谷浑大臣争权，国中大乱。

### 唐扶持下的乌地也拔勤豆可汗
十二月，太宗派兵部尚书侯君集将兵援救。636年三月，派遣使者至唐，请颁唐历，奉唐年号，并遣子弟入朝。唐太宗以诺曷钵为河源郡王、乌地也拔勤豆可汗。十二月，亲到长安朝见，并请婚。638年，此时刚在南方立国的吐蕃赞普松赞干布听说唐朝许嫁公主与吐谷浑，认为吐谷渾是破坏了吐蕃与唐朝的和亲计划，便大举入侵吐谷渾，兵锋自至青海湖以北。同时，松赞干布入侵唐朝松州，被唐朝大将侯君集和牛進達击败。

### 和亲与丞相之叛
唐太宗同意与吐蕃和吐谷渾的和亲计划，639年，诺曷钵到长安朝见唐太宗，唐太宗将宗室女弘化公主嫁给了诺曷钵；遂在641年也将文成公主嫁给了松赞干布。641年，吐谷浑丞相宣王掌握了政权，阴谋袭击弘化公主，将她和诺曷钵劫持投降吐蕃。诺曷钵得知后非常害怕，率轻骑与弘化公主逃至唐朝鄯城（今青海西宁），其大将威信王率兵接迎。鄯州刺史杜凤举、席君買与威信王合军击破丞相宣王，杀其兄弟三人，太宗命民部尚书唐俭持节抚慰吐谷浑民众。

### 子嗣和亲
其后，649年，唐太宗去世，刻其石像列于昭陵前。651年，封驸马都尉。652年，弘化公主和诺曷钵来长安朝见，唐高宗封诺曷钵为驸马都尉，也将宗室女金城县主嫁给诺曷钵的长子慕容蘇度摸末。慕容蘇度摸末之后，弘化公主又为次子右武卫大将军、梁汉王慕容闼盧摸末请婚，唐高宗又将宗室女金明县主嫁给了他。

### 吐蕃攻吐谷渾
吐谷浑和吐蕃的关系出现了10年的和平，但在660年，吐蕃大相祿東贊派儿子论钦陵重新攻击吐谷浑，吐谷浑和吐蕃派使者到唐朝互相指责。唐高宗一心东征百济和高句丽，把目光放在了所谓“山东地区”和东方海域，没有理睬，也不够重视。公元663年，形势恶化，吐谷浑大臣素和貴逃亡吐蕃，将情报全盘吐露。吐蕃大军入侵，吐谷浑为吐蕃所败，弘化公主和诺曷钵带领数千帐吐谷浑百姓逃至唐朝的涼州（治今甘肃武威），请求唐朝救援。

### 流亡
唐高宗以凉州都督郑仁泰为青海道行军大总管，帅右武卫将军独狐卿云、辛文陵等分屯凉、鄯二州，遣左武卫大将军苏定方为安集大使，保护吐谷浑残余势力，以备吐蕃。但唐朝依然没有积极进攻吐蕃，只是派特使谴责祿東贊。祿東贊这时也没有冒犯唐朝，也派特使到唐朝谴责吐谷浑，并再次向唐朝请婚。665年正月，吐蕃做出和平的姿态，请求与吐谷浑和亲、在黄河源头的赤水放牧，唐高宗拒绝了。

### 唐企图再扶持的傀儡政权
666年，唐高宗封诺曷钵为青海郡王（比河源郡王等级高，向吐蕃显示唐朝决心收复吐谷浑故地）。669年，唐高宗命令吐谷浑百姓迁居祁连山，多数大臣认为这将使吐谷浑暴露于吐蕃攻击之下，建议先攻打吐蕃。宰相阎立本反对出兵，当年粮食歉收，无力承担军事行动。但是，吐谷浑百姓最终没有迁居祁连山。670年，吐蕃入侵唐朝西域安西四镇，唐高宗命右威卫大将军薛仁贵为逻婆道行军大总管，左卫员外大将军阿史那道真、右卫将军郭待封为副，率众十余万以讨吐蕃。目标之一是收复吐谷浑故地，护送诺曷钵还国。但是由于薛仁贵和郭待封的分歧，唐军在大非川之战中被祿東贊的儿子論欽陵击败，结束了吐谷浑复国的希望。

### 吐谷渾国亡
672年，唐高宗放弃了收复吐谷浑故地的念头，命令吐谷浑百姓迁居鄯州，但也不断遭受吐蕃攻击，先后迁居凉州南山（今甘肃武威南祁连山）、鄯州浩门河（今青海大通河）南。之后吐谷浑百姓迁居靈州，在那里建立了羁縻州——安乐州（今宁夏同心县东北），以诺曷钵为安樂州刺史。（史学家以663年或672年作为吐谷浑的灭亡时间）688年，诺曷钵去世，其子慕容忠继安樂州刺史之位。刺史之位又传了四代才废除，死后均葬于凉州境内。

## 家庭

### 夫人
- 西平大长公主

### 子女
- 慕容忠，长子，族名苏度模末，乌地也拔勒豆可汗
- 闼卢摸末，次子，娶金明县主
- 喜王慕容智，三子
- 青海元王慕容若四子
- 宣王万，第五子，右鹰扬卫大将军
- 成月公主，次女[2]

## 影視形象

### 電視劇
| 演員   | 年份   | 影視作品     |
| 赵卫东 | 2001年 | 《文成公主》 |